# Klaus Wegenast

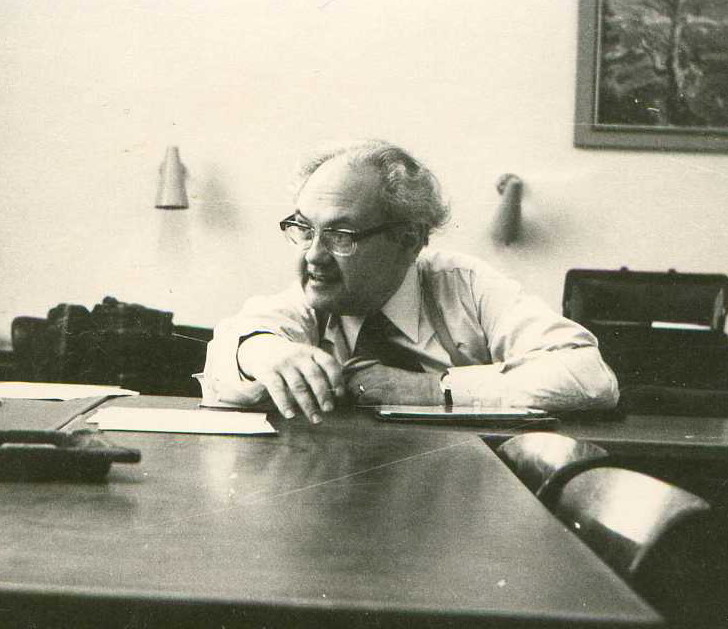
Klaus Wegenast im Seminar, Lüneburg 1969 (Foto: Frieder Gadesmann)

Nikolaus Albert „Klaus“ Wegenast (* 8. Dezember 1929 in Stuttgart; † 29. November 2006 in Bremgarten bei Bern) war ein deutscher evangelischer Theologe, Religionspädagoge und ordentlicher Professor für Praktische Theologie.

## Leben
Nach dem Abitur in Stuttgart begann Nikolaus „Klaus“ Wegenast ein Studium der Altphilologie an der Universität Tübingen bei Walter Jens und der Evangelischen Theologie bei Rudolf Bultmann. Klaus Wegenast war Mitglied der Akademischen Verbindung Igel zu Tübingen. Zudem studierte Wegenast in Heidelberg und Marburg. 1954 legte er das erste und 1957 das theologische Examen ab. Von 1956 bis 1962 war Wegenast Studienrat an einem Stuttgarter Gymnasium. 1960 wurde er bei Günther Bornkamm über Das Verständnis der Tradition bei Paulus und in den Deuteropaulinen zum Dr. theol. promoviert. Von 1962 bis 1972 war er Professor für Evangelische Theologie und Religionspädagogik an der Pädagogischen Hochschule Lüneburg (der späteren Pädagogischen Hochschule Niedersachsen, Abteilung Lüneburg). Von 1972 bis 1996 lehrte er als Ordinarius für Praktische Theologie und Religionspädagogik an der Evangelisch-theologischen Fakultät der Universität Bern. 1974 bis 1976 war er Dekan der Fakultät und von 1987 bis 1988 Rektor der Universität. Er lebte zuletzt in Bremgarten in der Schweiz.
Seine Literaturliste umfasst 34 Bücher, unter anderem als Herausgeber mehrerer Sammelbände, über 320 Aufsätze, 400 Buchbesprechungen, weit über hundert Artikel in Fachlexika und Nachschlagewerken. Zudem schrieb er Zeitungsartikel und gab Interviews für Radio- und Fernsehsendungen. Außerdem war Wegenast Herausgeber und Redakteur von acht Zeitschriften und Buchreihen.

## Auszeichnungen
- 1989 Festschrift zum 60. Geburtstag: Dietrich Zilleßen u. a. (Hrsg.), Klassiker der Religionspädagogik. Frankfurt/M. 1989 (ISBN 3-425-07711-2)
- 2006 Dr. h. c. (Erziehungswissenschaftliche Fakultät der Universität Erlangen-Nürnberg).

## Veröffentlichungen (Auswahl)
- Das Verständnis der Tradition bei Paulus und in den Deuteropaulinen. 1962; zugleich Theologische Dissertation.
- Jesus und die Evangelien. Gütersloh 1965; 5. Auflage 1972.
- Der biblische Unterricht zwischen Theologie und Didaktik. Gütersloh 1965; 3. Auflage 1969.
- (Hrsg.) Theologie und Unterricht. Festgabe für Heinz Stock. Gütersloh 1969.
- (Hrsg.) Zusammen mit Heinz Grosch. Religionsunterricht unterwegs. Hamburg 1970. Darin: Kaus Wegenast, „Das Elend des Christentums“. Zu einem vielgelesenen Pamphlet. S. 139ff.
- (Hrsg.) Zusammen mit Erich Feifel. u. a. Handbuch der Religionspädagogik. 3 Bände. Gütersloh 1973–1975.
- Curriculumtheorie und Religionsunterricht. Gütersloh 1972, ISBN 3-579-04192-4.
- Glaube – Schule – Wirklichkeit. Gütersloh 1970, ISBN 3-579-04178-9.
- Orientierungsrahmen Religion. Gütersloh 1979, ISBN 3-579-03725-0.
- Religionsunterricht in der Sekundarstufe I. 1980.
- Religionsdidaktik Grundschule. 1983.
- Das Leben suchen. Religion 7/8. Frankfurt/M. 1984, ISBN 3-425-07867-4. Zusammen mit Frieder Gadesmann u. a.
- Das Leben suchen. Religion 9/10. Frankfurt/M. 1988, ISBN 3-425-07868-2. Hrsg. von Frieder Gadesmann.